# Hollandia (schip, 1742)
De Hollandia was een spiegelretourschip van de Vereenigde Oostindische Compagnie (VOC) dat in 1742 op de VOC-werf te Amsterdam gebouwd is. Het was een schip van 150 voet, een op dat moment nieuwe maat (de VOC-standaards waren 130 en 145 voet).
De Hollandia was geen geluk beschoren. Al op de eerste reis is het schip vergaan, bij de Scilly-eilanden, aan de zuidwestpunt van Engeland. Samen met de Overnes en de Heuvel vertrok het schip in juni 1743 van de rede van Texel. In Het Kanaal raakte de Hollandia weg van de andere twee schepen en werd door de golfslag op de rotsen van Annet gedreven, een van de Scilly-eilanden. De Hollandia is daar op 13 juni vergaan, waarbij 276 mensen omkwamen.
In 1971 is het wrak van het schip weer gevonden door een duiker. In zes jaar zijn er 50.000 zilveren munten van het schip opgedoken. Het Rijksmuseum in Amsterdam beschikt over veel van de gebruiksvoorwerpen die uit het wrak opgedoken zijn, van het wrak zelf is overigens niets overgebleven.
Aagtekerke · Akerendam · Amsterdam · Arnhem · Batavia · Bleijenburg · Concordia · De Dry Heuvels · De Dry Papegaijtiens · Dromedaris · Duyfken · Eendracht · Eendraght · Fortuyn · Geldermalsen · Gouden Buys · Goudriaan · 't Gulden Zeepaert · Halve Maen · Hof van Zeelandt · Hollandia · Landskroon · Leeuwin · Magdalena · Mauritius · Meermin · Midloo · Negotie · Nieuw Hoorn · Nieuwvliet · Nijenburg · Oude Zijpe (1711) · Oude Zijpe (1740) · Prins Willem · Rarop · Ravenstein · Ridderschap van Holland · Saerdam · Schiedam · Valkenbos · Vergulde Draeck · 't Vliegend Hert · Voetboog · Wapen van Amsterdam · 't Wapen van Hoorn · Westerbeek · Wimmenum · Zuytdorp · Zeewijk